# Lý (cây)

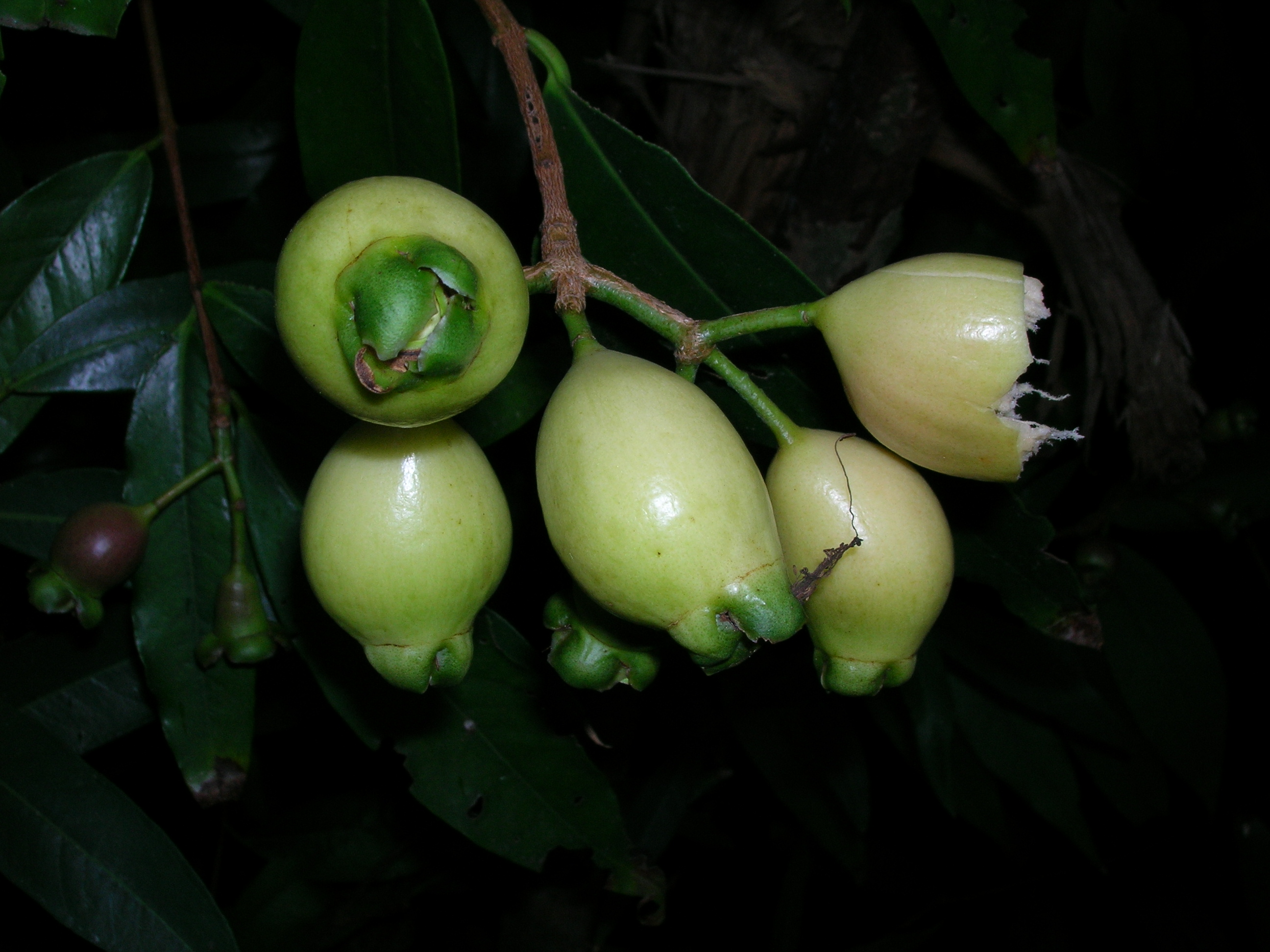
Trái lý

Lý (hay roi hoa vàng, doi hoa vàng, gioi hoa vàng, mận hoa vàng, danh pháp hai phần: Syzygium jambos) là một loài cây thuộc chi Trâm, trong họ Myrtaceae. Loài này được mô tả chính thức năm 1931 bởi (L.) Alston.

## Mô tả
Cây gỗ nhỡ, cao 5–10 m. Nhánh non hơi vuông, dẹp. Lá có phiến to, hơi thơm, đáy lá tròn hay hơi hình tim. Hoa mọc thành chùm tụ tán ở nách lá hay cành non. Hoa có cánh màu vàng ngà, mau rụng, nhiều tiểu nhị vàng; bầu nhụy hạ, vòi nhụy xanh dài. Quả mọng hình chuông có màu vàng, đỏ, trắng hay hồng, ăn giòn, ngọt, bên trong có 1-3 hạt nhỏ màu nâu.
Cây ra hoa vào mùa xuân, tạo quả vào mùa hè. Cũng có giống ra hoa 2 lần trong năm vào mùa xuân và mùa thu. Được trồng phổ biến ở khắp Việt Nam. Hiện nay, nhờ lai tạo, nhiều giống cho quả quanh năm, có màu đẹp.

## Hình ảnh

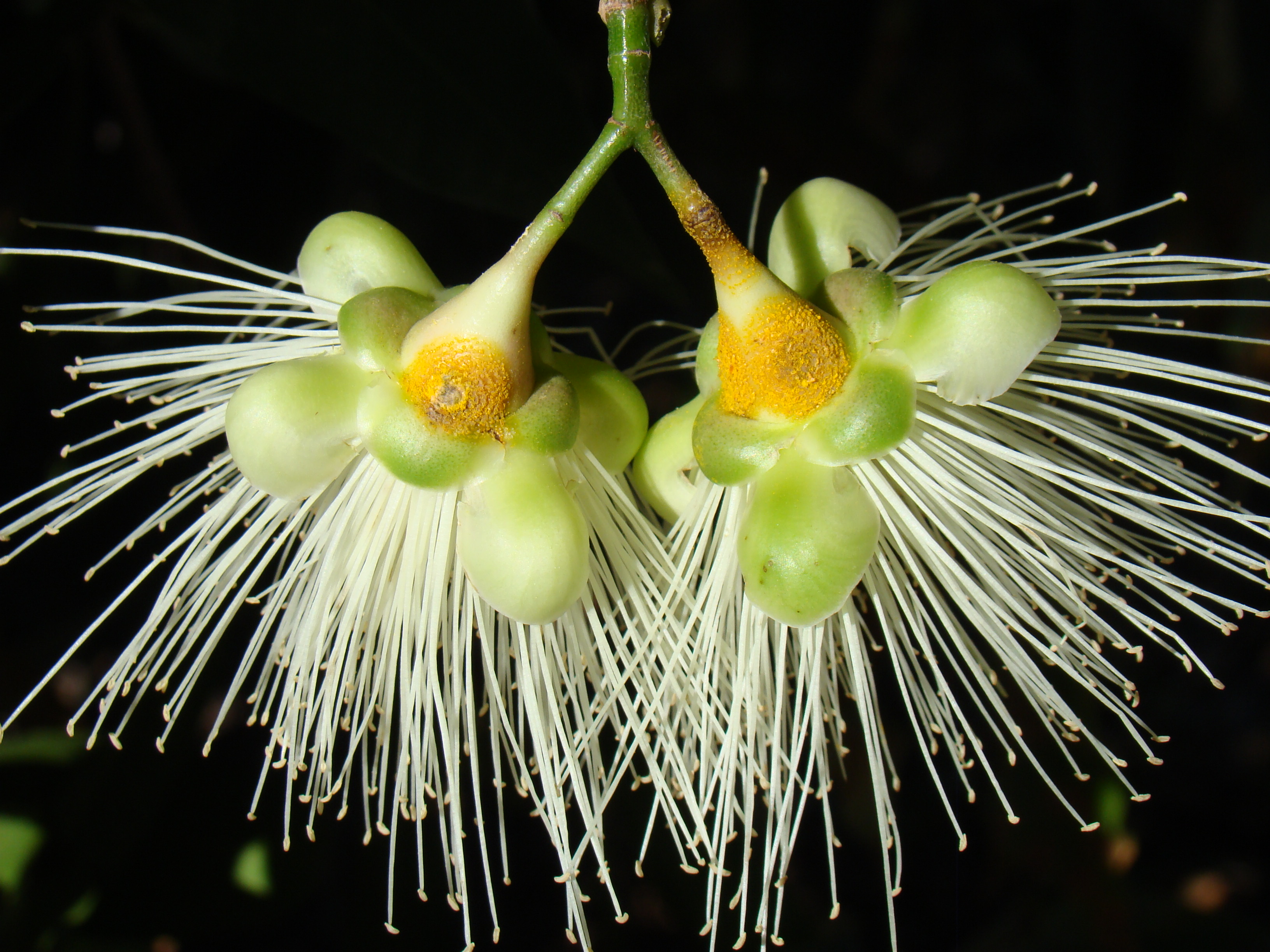
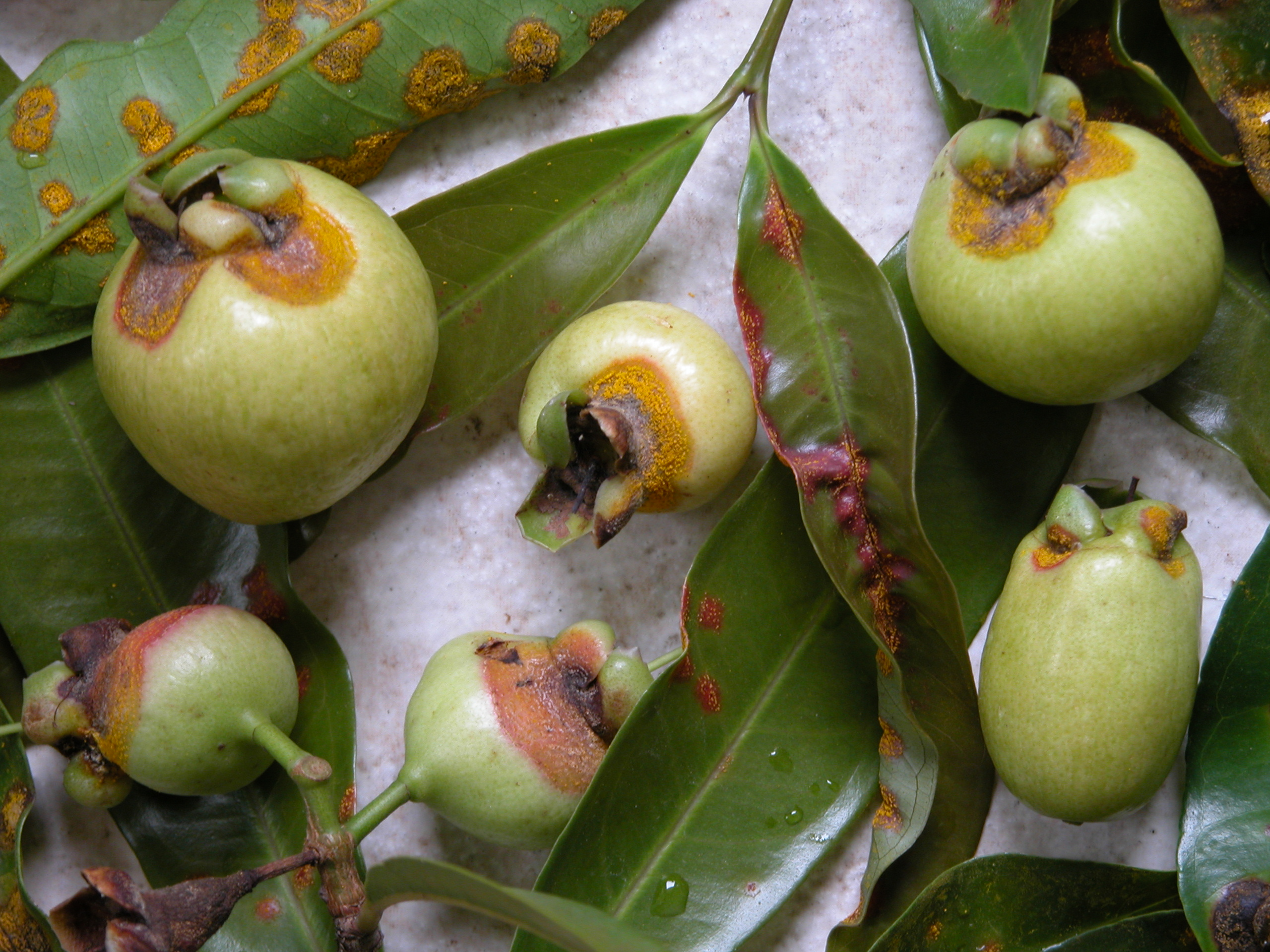
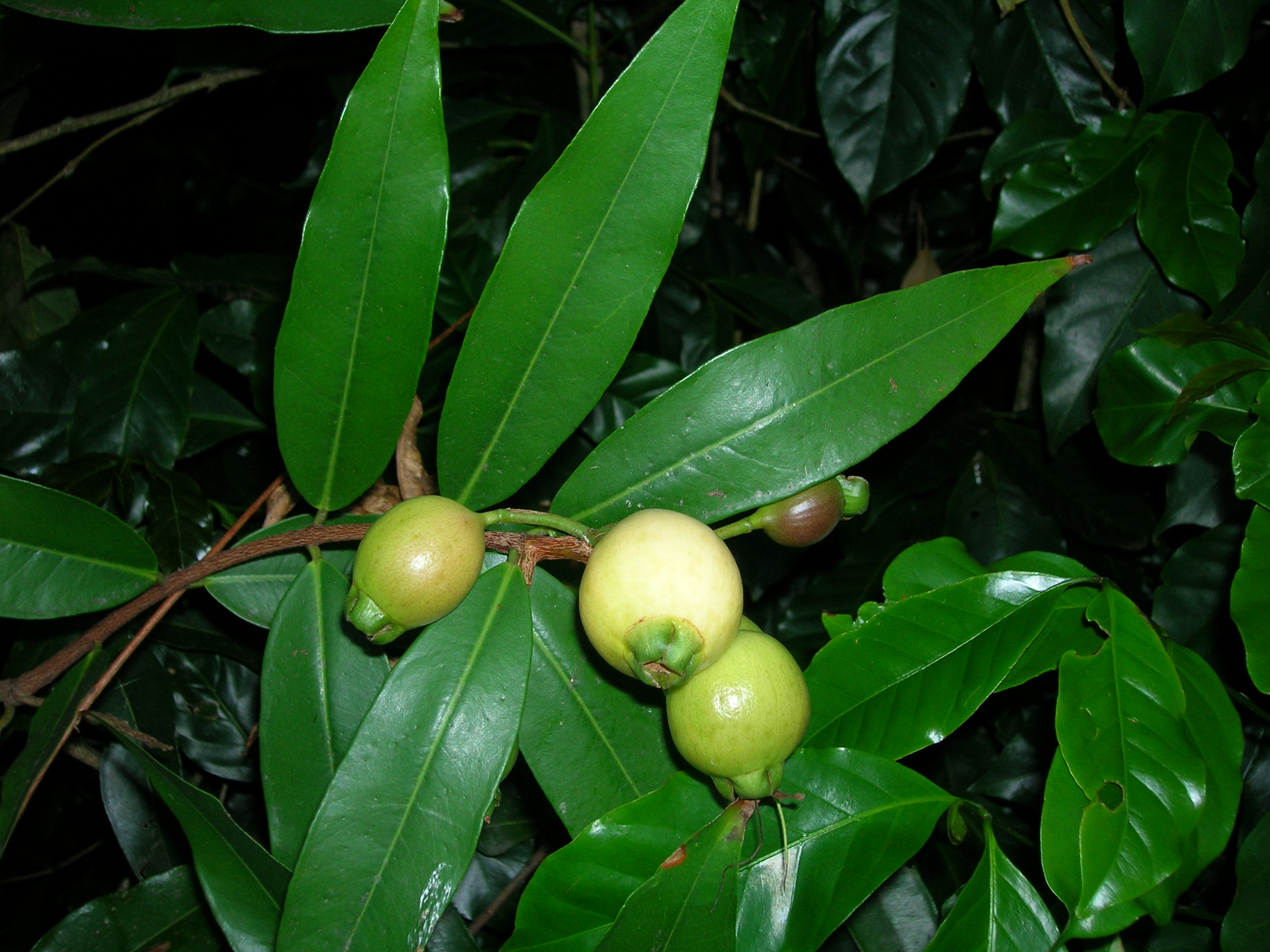
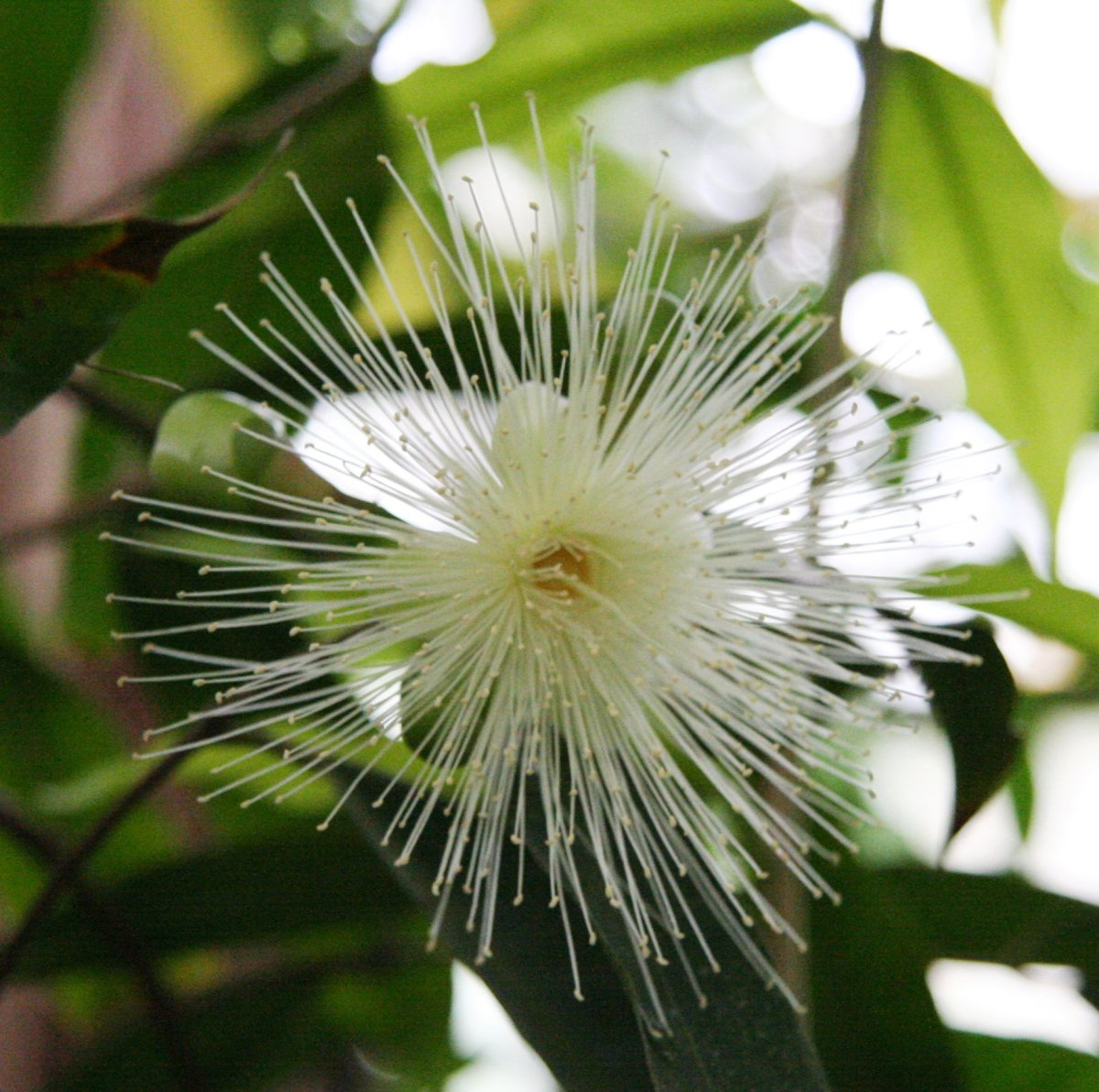
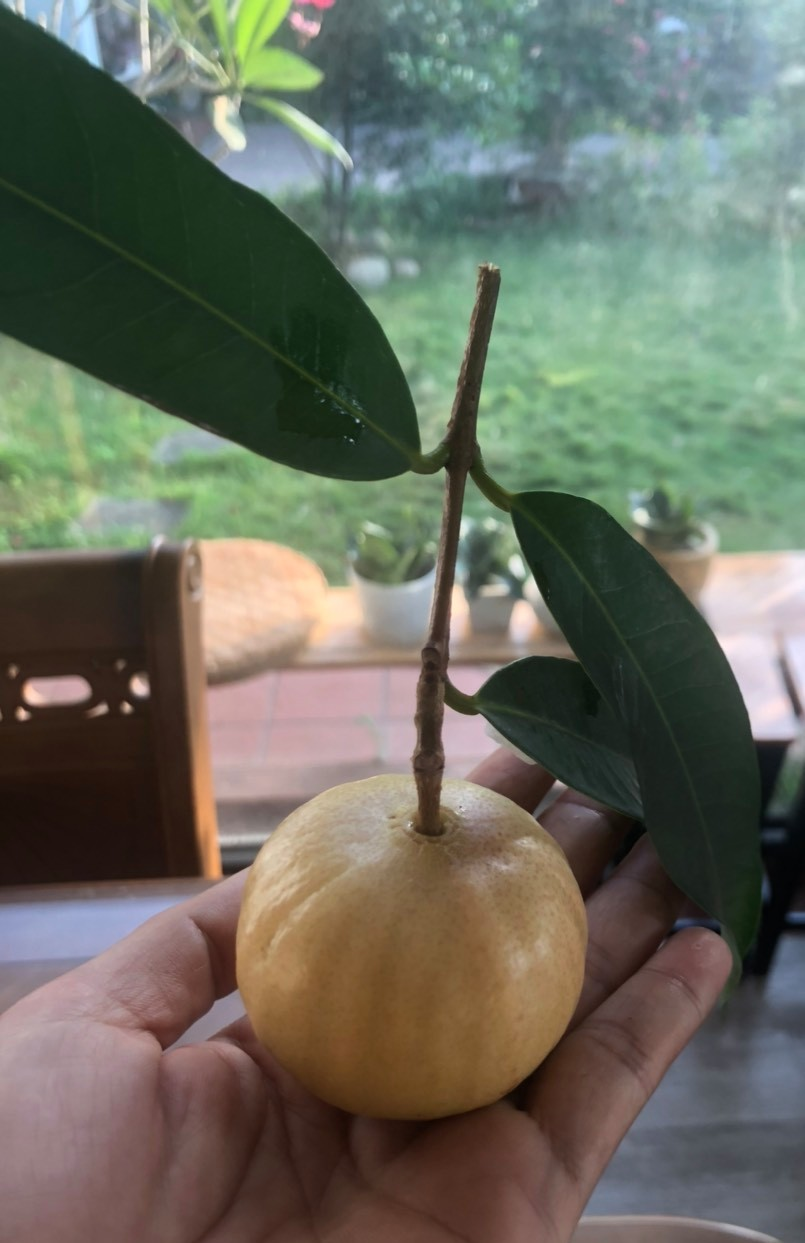